# 哥伦布广场 (维也纳)
哥伦布广场（Columbusplatz）是维也纳的一个广场，位于法沃里滕区（第10区）。1874年法沃里滕建区时，以发现美洲的克里斯托弗·哥伦布命名这个广场。该广场开辟于1864年。

## 位置
哥伦布广场位于拉克森堡大街（Laxenburger Straße）和 法沃里滕大街（Favoritenstraße）之间，是法沃里滕区最古老的部分。自2005年以来，成为行人专用区的一部分。有酒吧和购物中心。在由建筑师 Luigi Blau 设计的广场上，有长凳，喷泉和稀疏绿色植物，广场下面有地下停车场。

## 哥伦布宫
19世纪下半叶以来，该区最著名的历史建筑可能是位于6号的哥伦布宫（Columbushof）。它是由建筑师Josef Drexler 和Anton Drexler于1892年建造，于1983年进行了全面翻新。这座代表性的历史公寓建筑装饰异常丰富。顶楼的装饰画描绘有巴克科斯和穿着中世纪服装的人物。在建筑中部的浮雕上，描绘了哥伦布和英国航海家法蘭西斯·德瑞克。此外，还有业主的会标，巴洛克式的阳台格栅，以及立面上的锻铁门。入口两侧有地图集。 

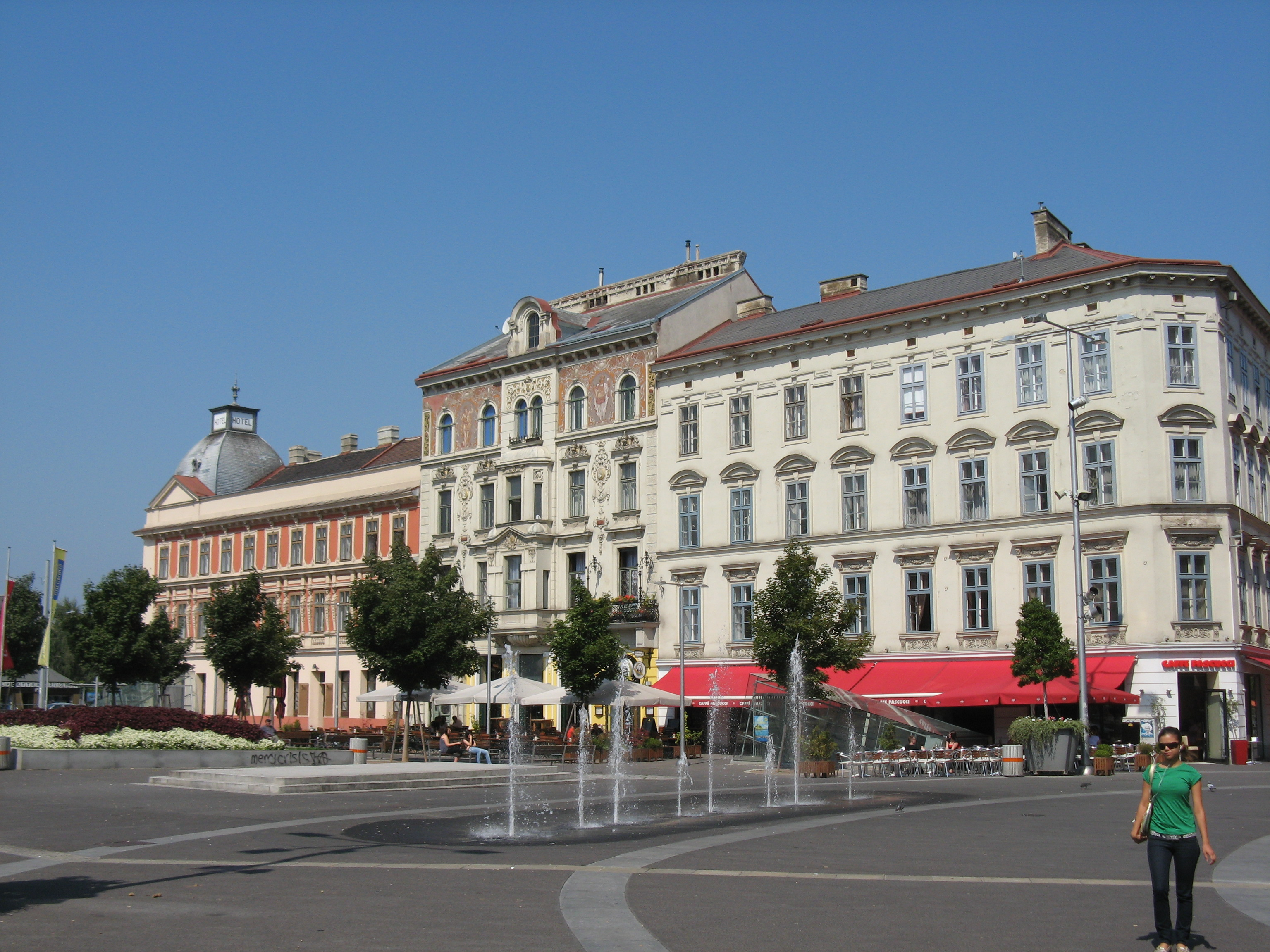
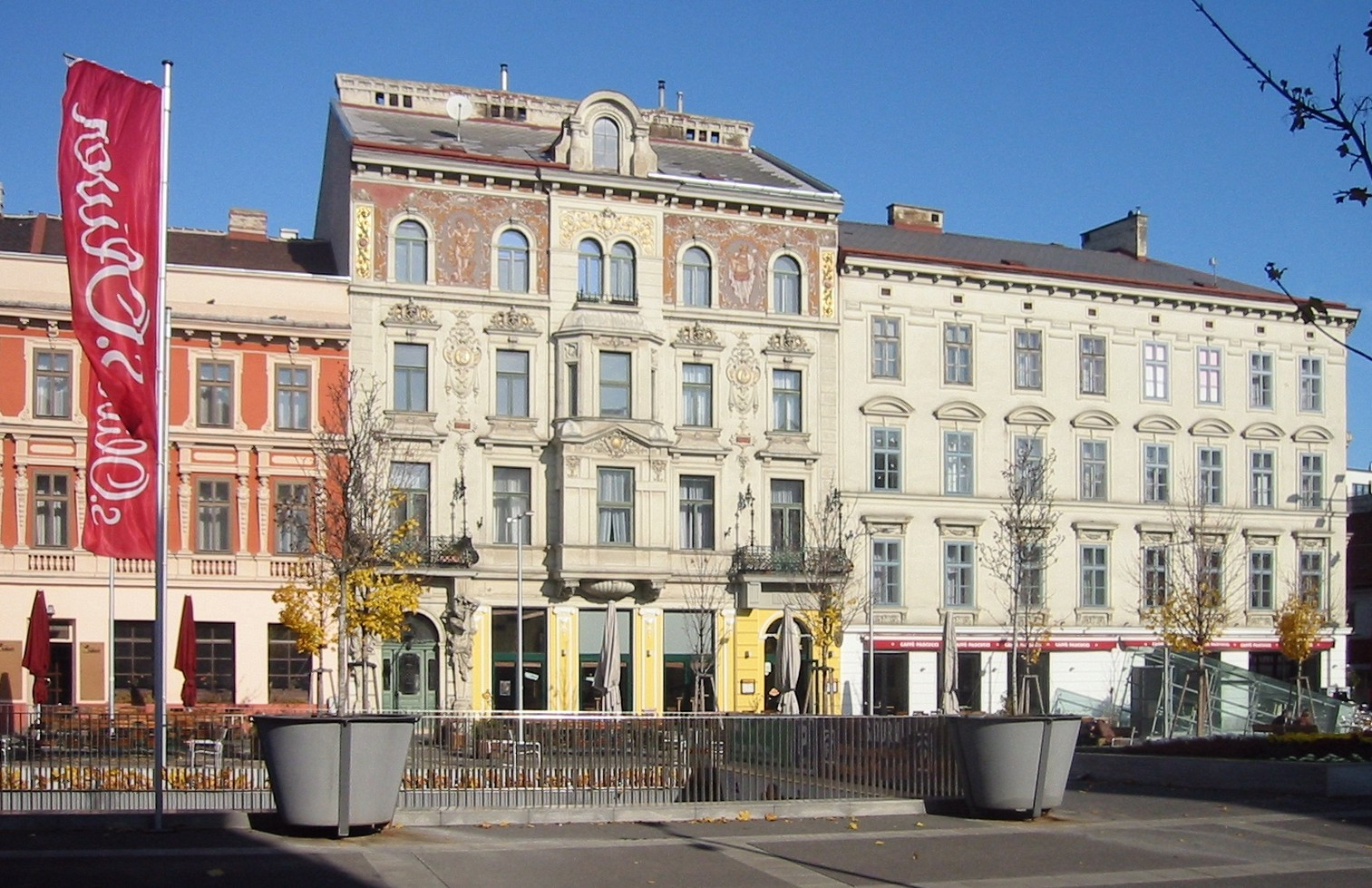
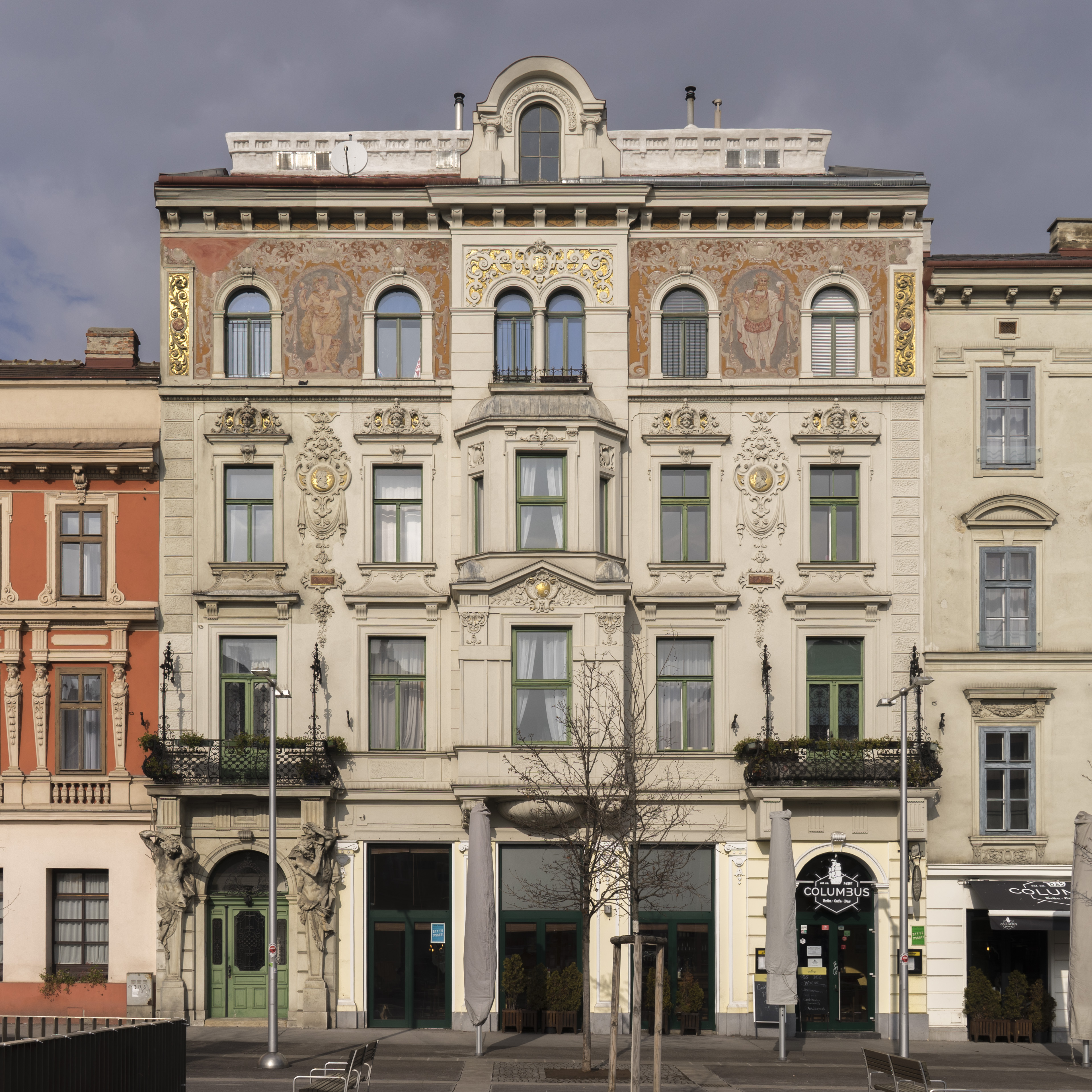
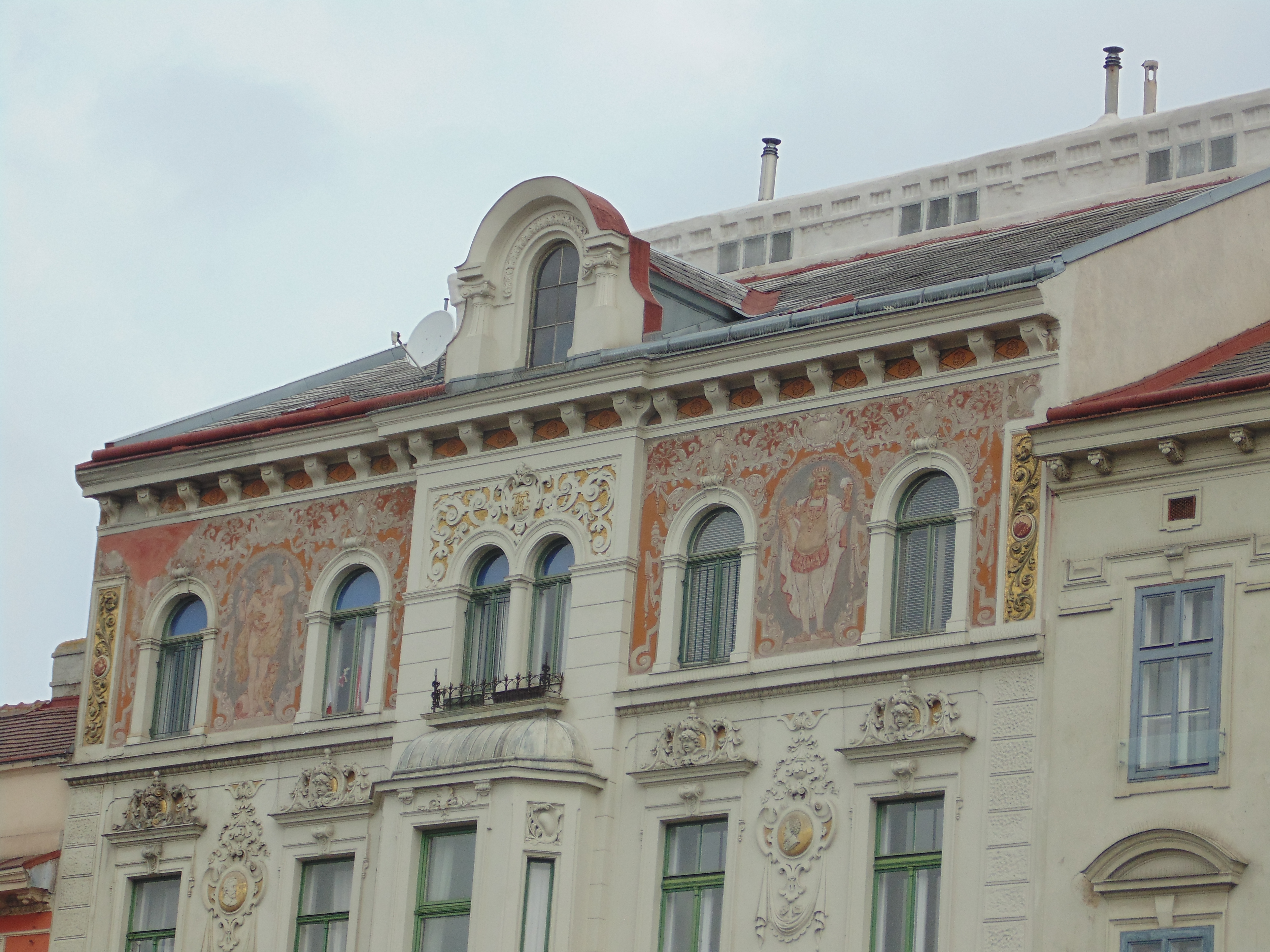
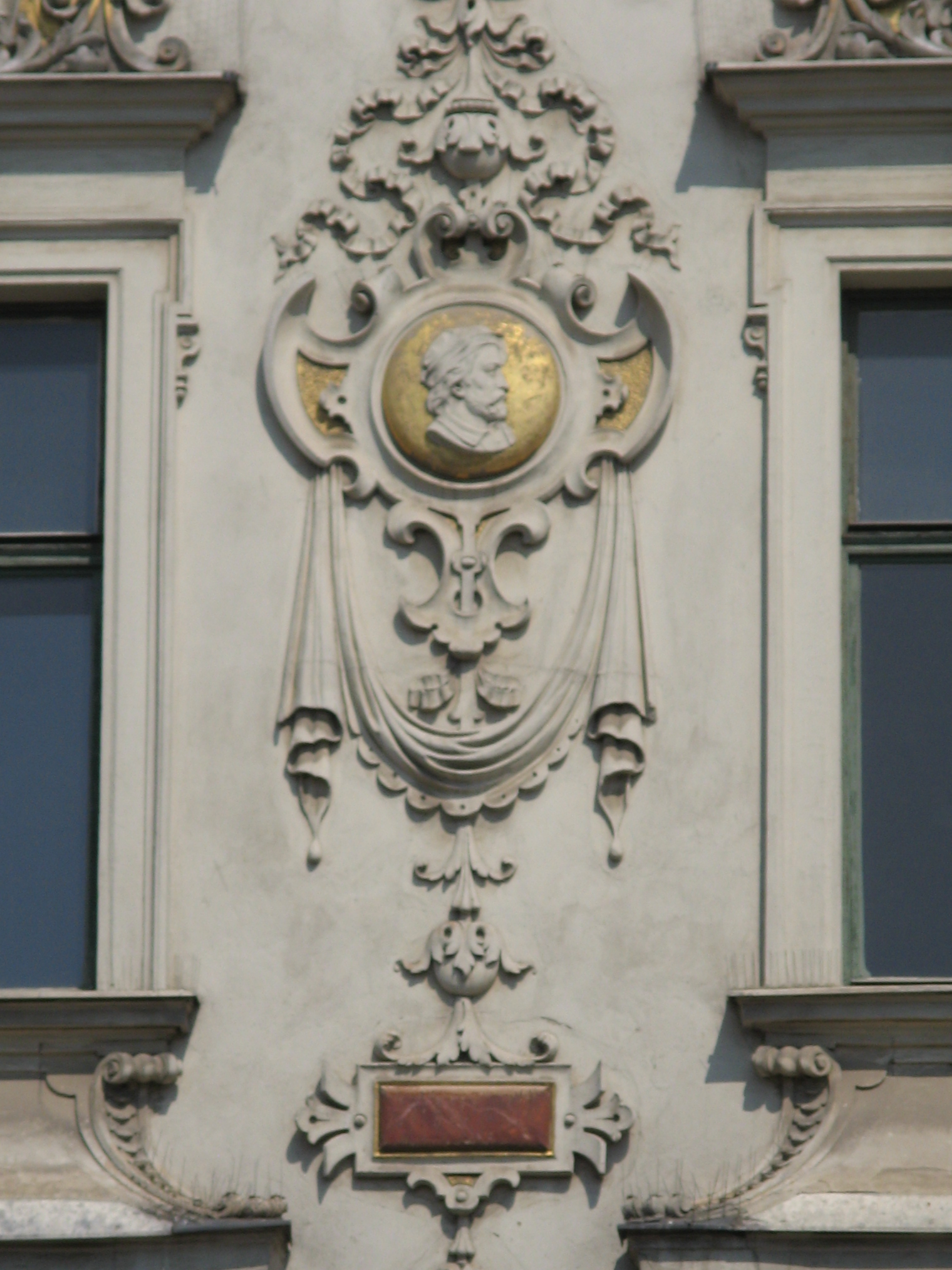
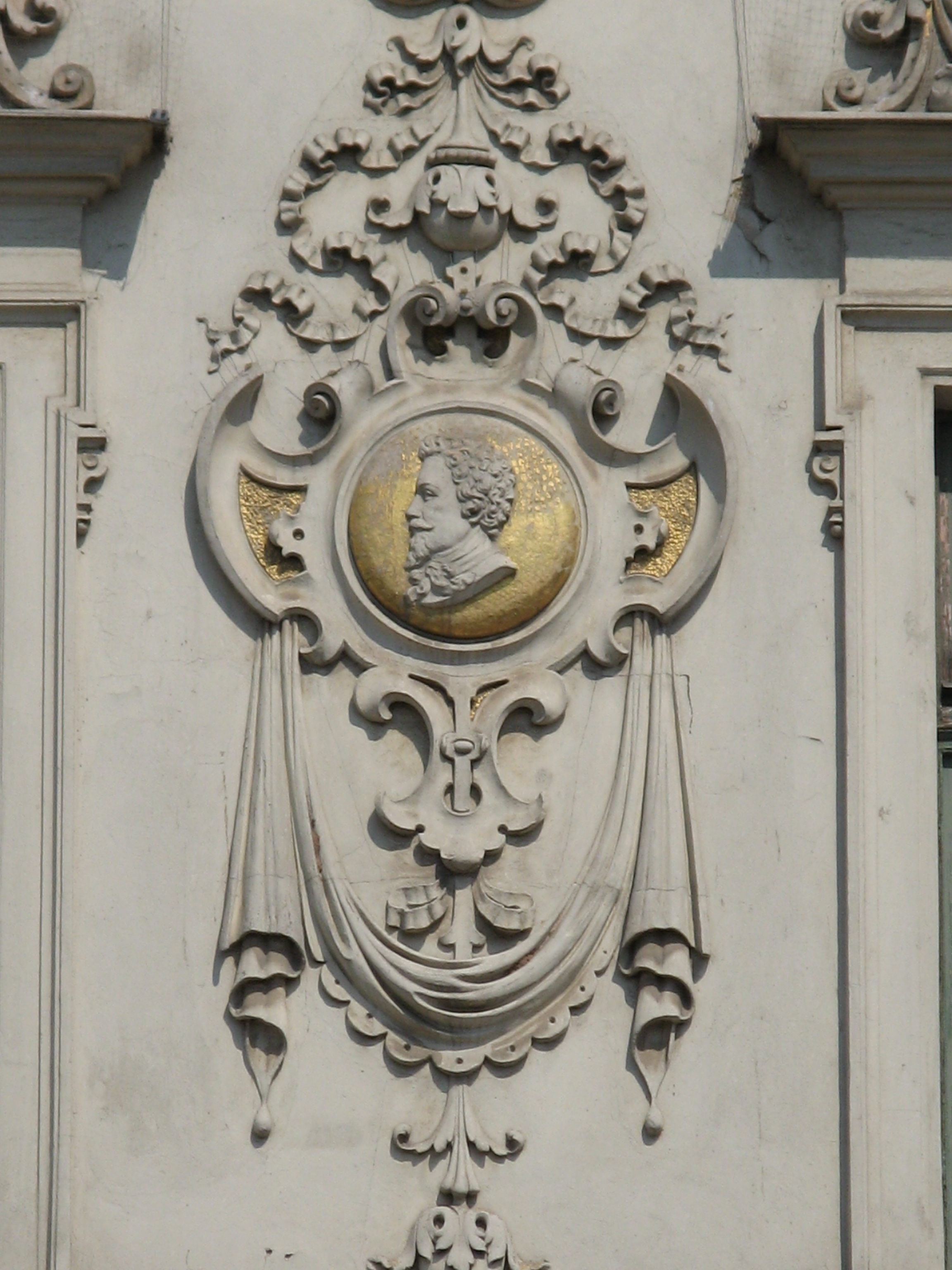
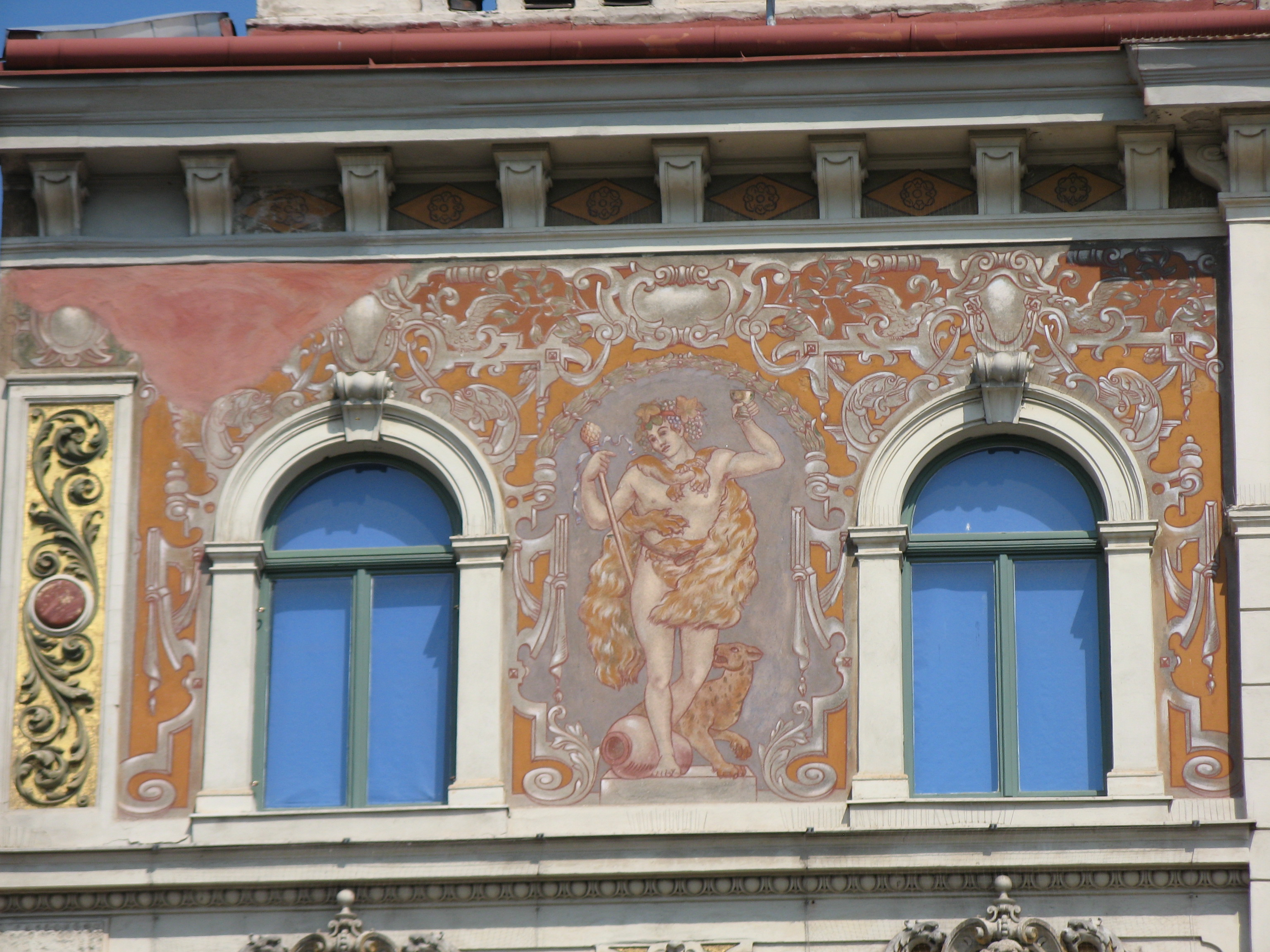
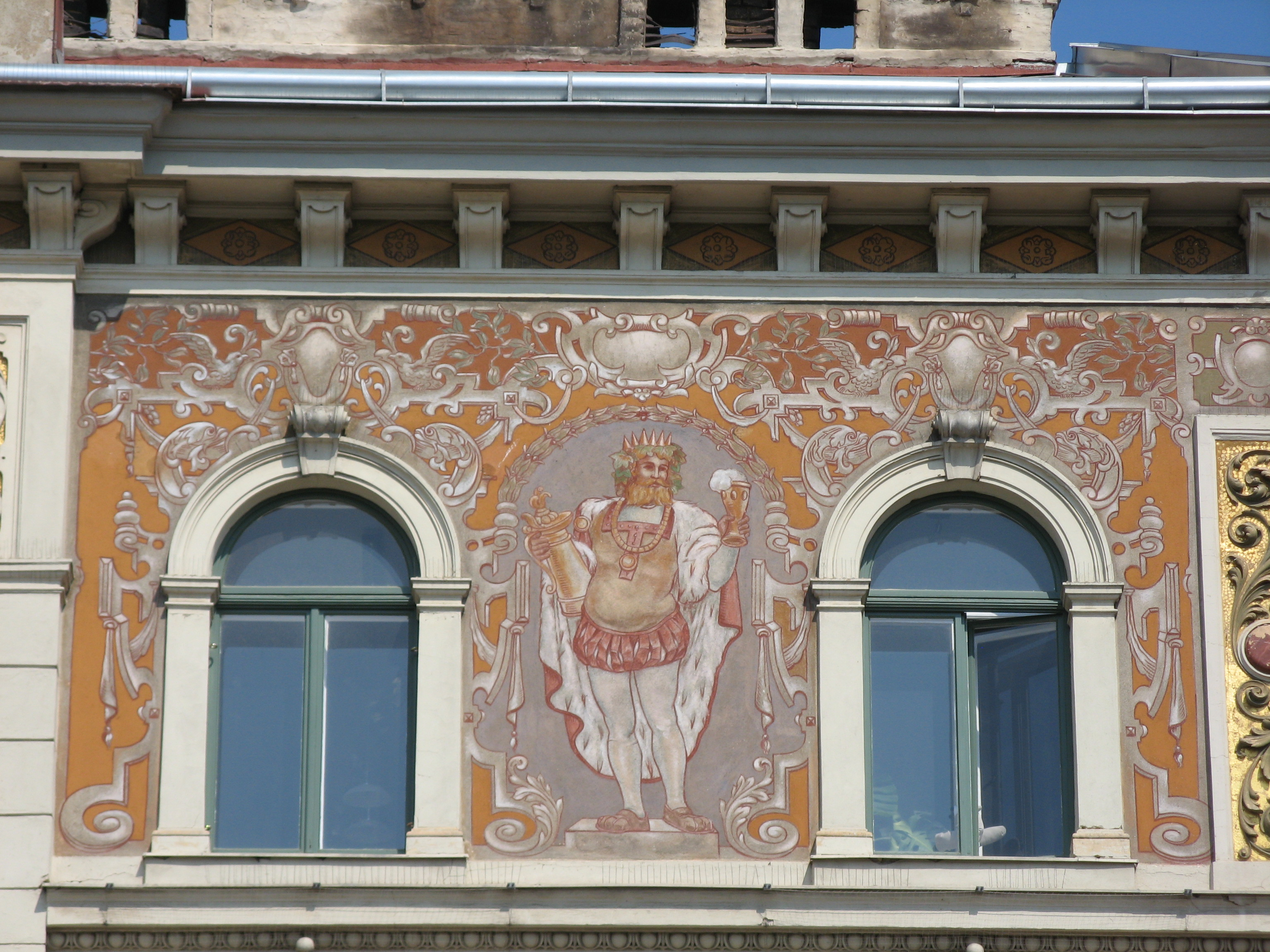